# Schoonmaakmiddel

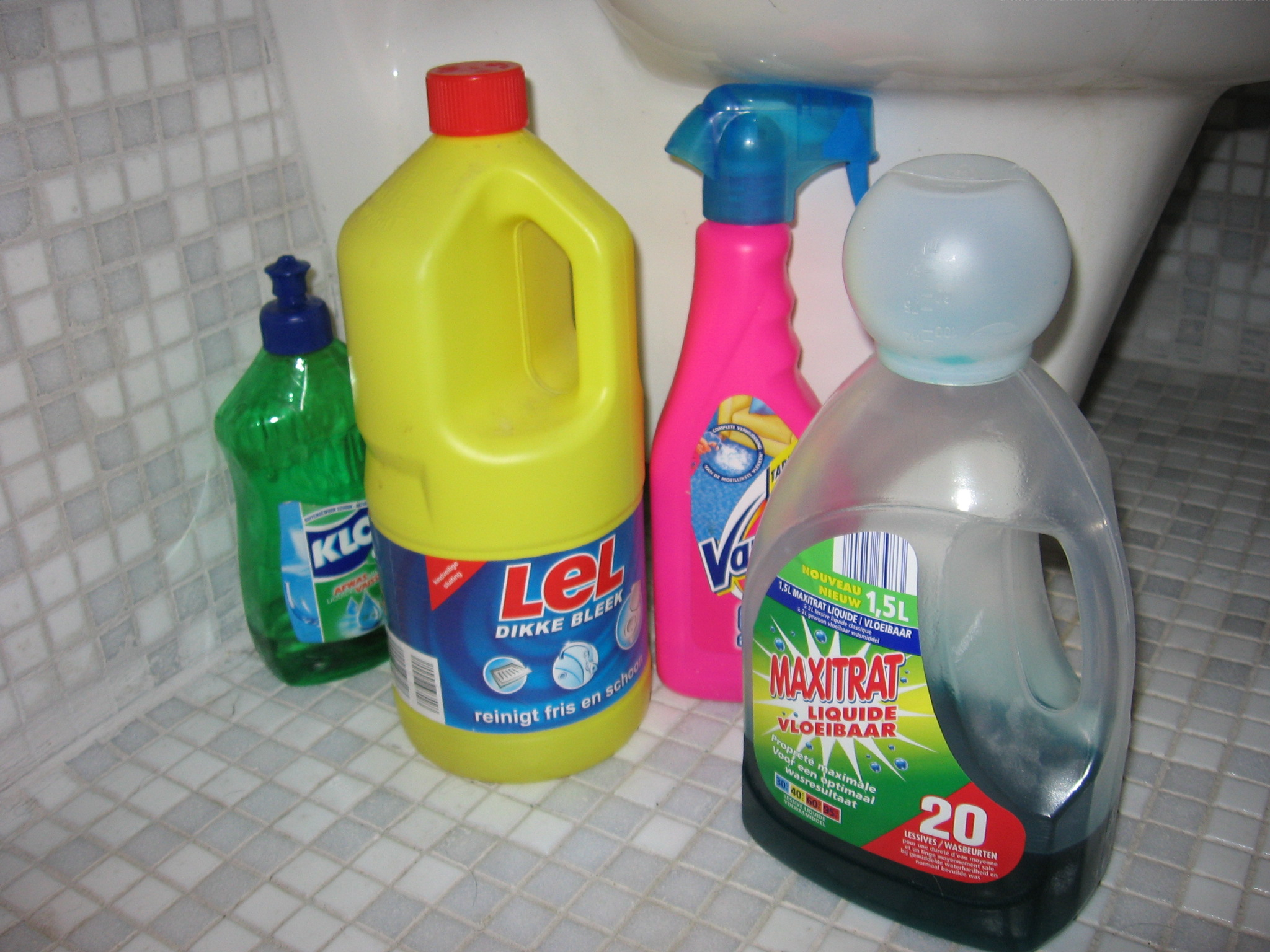
Schoonmaakmiddelen

Onder schoonmaakmiddelen of reinigingsmiddelen worden verstaan: alle middelen die bij het reinigen worden gebruikt, zoals:
- Afwasmiddelen
- Wasmiddelen:
  - Voorwasmiddelen
  - Hoofdwasmiddelen
  - Fijnwasmiddelen
- Allesreiniger

Er wordt vaak gebruikgemaakt van de reinigende werking van micellen.
Deze stoffen worden veel gebruikt als schoonmaakmiddel:
- Soda
- Ammonia
- Zoutzuur (oplossingen)
- Wasbenzine
- Spiritus
- Thinner